# Hervormde kerk 't Zand
De Hervormde Kerk 't Zand is een protestants kerkgebouw aan de Vogelstraat in de Zeeuwse hoofdstad Middelburg, gebouwd in neoromaanse stijl, dat in gebruik is geweest van 1914 tot 1963 door de Hervormde gemeente. Hierna is het voor een periode in gebruik geweest als pakhuis, maar staat sindsdien al tientallen jaren leeg.

## Ontstaan
't Zand was een buurtschap aan de grens van de stad Middelburg, maar was tot 1 november 1941 onderdeel van de gemeente Koudekerke. Ook kerkelijk viel deze buurtschap onder de Hervormde gemeente van Koudekerke. In 1889 besloot de toenmalige Koudekerkse predikant om een zondagsschool te beginnen in een lokaal van een herberg in 't Zand. Vanwege de grote belangstelling werd vanuit Koudekerke besloten om een klein evangelisatiegebouw neer te zetten. In 1898 werd een stuk grond gekocht en een lokaal gebouwd. Door groei van de buurtschap werd dit gebouwtje uiteindelijk te klein zodat werd besloten om een grotere kerk neer te zetten. In 1914 begint de bouw van de kerk, die in neoromaanse stijl is ontworpen. De stenen werden geïmporteerd vanuit België. Echter, door het uitbreken van de Eerste Wereldoorlog en de Duitse bezetting van het grootste deel van België, kwam de toevoer stil te liggen. Hierdoor kon een van de twee torens slechts ten dele voltooid worden. Het plan om deze later alsnog op te hogen is nooit uitgevoerd. Op 7 december 1914 werd de kerk in gebruik genomen.

## Geschiedenis
Tijdens de Tweede Wereldoorlog raakte het dak van de kerk beschadigd door granaatvuur. Ook kwam de kerk door de inundatie van Walcheren onder water te staan. De moedergemeente Koudekerke had voldoende geld beschikbaar om de kerk te repareren en kon weer in gebruik genomen worden. Met ingang van 1 november 1941 werden de gemeentegrenzen gewijzigd en kwam de buurtschap onder bestuur van Middelburg. In 1950 werd besloten om ook de diensten in 't Zand onder verantwoordelijkheid van de Hervormde gemeente van Middelburg te stellen. Doordat de kerk te klein werd ontstonden er reeds in 1954 plannen voor een nieuw te bouwen kerk. In 1960 werden definitieve plannen gemaakt, en in 1961 begon de bouw van de nieuwe Ontmoetingskerk. Op 24 februari 1963 werd de laatste dienst gehouden in de kerk, de Ontmoetingskerk werd op 2 maart in gebruik genomen.
Na de afstoting van de kerk werd het gebouw in gebruik genomen voor de opslag van bouwmaterialen. Na enkele jaren hiervoor gebruikt te zijn geweest is de kerk verschillende malen verkocht. In 2008 leken er definitieve nieuwe plannen te ontstaan toen het werd gekocht door een architect die drie appartementen in het gebouw wilde realiseren. Door gebrek aan belangstelling werden deze plannen niet uitgevoerd en stond het gebouw nog jaren leeg. In 2017 werd de kerk weer te koop gezet en in 2018 verkocht.

## Orgel
Bij de ingebruikname in 1914 werd de dienst aanvankelijk begeleid door een Serafine orgel dat vanuit het evangelisatiegebouwtje was overgeplaatst. Dit orgel voldeed echter niet en op 14 februari 1922 werd een orgel in gebruik genomen dat gebouwd was door orgelbouwer Dekker uit goes. In 1934 vond een restauratie plaats. Het orgel is bij de sluiting in 1963 gesloopt.